# حساب‌های سپرده ارزی
حسابهای سپرده ارزی، حساب‌های قرض الحسنه جاری و پس‌انداز ارزی هستند که به انواع ارزها و همچنین سپرده مدت دار ارزی است که به ارزهای دلار و یورو در بانک‌های کشور ایران قابل افتتاح می‌باشند. براساس «مجموعه قوانین ارزی» که توسط بانک مرکزی ایران در سال ۹۱ منتشر شده‌است، بانک‌ها می‌توانند سه نوع حساب پس‌انداز، جاری و سرمایه‌گذاری مدت دار را افتتاح کنند.
سپرده ارزی این امکان را فراهم می‌کند تا ضمن بهره‌مندی از یک صندوق مطمئن برای نگهداری ارز، با «سود مناسب ارزی»، ارزش دارایی نیز حفظ بماند. در نتیجه سپرده‌گذاری ارزی، یکی از راه‌های مطمئن برای مصون ماندن از نوسانات است به شرطی که تضمینی برای بازپرداخت با همان ارزی که سپرده‌گذاری شده وجود داشته باشد. بانکها همانند حسابهای ریالی در مورد حساب‌های ارزی نیز موظفند هر زمان که دارنده سپرده، وجه خود را طلب کند، آن را به متقاضی پرداخت کنند. این قاعده در حسابها و سپرده‌های ریالی و ارزی یکسان است.
دارندگان‌ارز (اسکناس) می‌توانند، ضمن مراجعه به بانک‌های عامل در قالب سپرده‌های قرض‌الحسنه (پس‌انداز و جاری) و سرمایه‌گذاری (مدت دار)، نسبت به افتتاح حساب ارزی اقدام نمایند. در این نوع از حساب‌ها، بانک‌های عامل در زمان برداشت یا بستن حساب ازسوی مشتریان ملزم به پرداخت عین اسکناس ارز هستند و سود متعلقه به حساب‌های سرمایه‌گذاری ارزی مدت‌دار باید به صورت ارزی محاسبه و پرداخت شود. به عبارت دیگر در صورتی که سپرده‌گذاری با تحویل اسکناس ارز انجام شده باشد بانک سپرده‌پذیر در صورت درخواست سپرده‌گذار مکلف و متعهد به عودت همان اسکناس ارز بوده و علاوه بر این سود سپرده ارزی نقدی نیز باید به‌صورت نقدی (اسکناس ارز) پرداخت شود. گفته‌می‌شود سپرده‌گذاری ارزی در شرایط فعلی بازار ایران، یکی از راه‌های مطمئن برای مصون ماندن از نوسانات است اما این به شرطیست که تضمینی برای بازپرداخت، با همان ارزی که سپرده‌گذاری شده وجود داشته باشد. از گذشته تاکنون معمولاً استقبال چندانی از سپرده گذاری ارزی نمی‌شود.
داشتن حساب ارزی امکان نگهداری هر میزان ارز را فراهم می‌کند و بانک مرکزی نگهداری هر میران ارز در حساب‌های ارزی را مجاز می‌داند. اما با این وجود در گزارشی در تابناک در تاریخ مهر ۱۳۹۷ گفته‌شد مردم تنها ۰٫۵ درصد از دلارهای خود را به بانک‌ها سپرده‌اند.
بنا به گفتهٔ محمدرضا پورابراهیمی رئیس کمیسیون اقتصادی مجلس شورای اسلامی جمهوری اسلامی، در بحث سپرده‌های ارزی، بانک‌ها عاملیت بانک مرکزی را برعهده دارند، و این سپرده‌ها با ضمانت بانک مرکزی پرداخت می‌شود. براساس طرح مجلس ایران، در رابطه با سپرده‌گذاری ارزی بانک‌ها تنها عاملیت بانک مرکزی ایران را برعهده دارند و هیچگونه ریسکی برعهده نظام بانکی نیست و لذا، با ضمانت بانک مرکزی میزان پرداخت تعهدات آنها انجام می‌شود. درواقع بانک‌ها صرفاً عامل افتتاح حساب هستند و سپرده‌گذاران ارز خود را به بانک مرکزی داده و اصل و سود آن را نیز، از بانک مرکزی می‌گیرند و صاحبان ارز می‌توانند با سپرده‌گذاری ارزی در بانک‌ها ضمن دریافت سود حتماً «ارز» خود را «ارزی» تحویل بگیرند.
بررسی‌ها نشان می‌دهد از گذشته تاکنون میزان استقبال از سپرده‌های ارزی، مانند سپرده‌های ریالی نبوده و برخی معتقدند که بانک‌ها، در قبال دریافت مبالغ ارزی، مابازای ریالی آن را در سررسید اعطا می‌کنند.
همچنین گزارش شده که بانک ها ارز را دریافت و با قیمت ارز دولتی پس میدهند .

## مبنای ایجاد
ترجیح بر این است که منابع ارزی مردم نزد بانک‌ها باشد تا چرخه اقتصادی کشور بتواند حرکت کند و نه اینکه راکد باشد و در خانه نگهداری شود. اما با این وجود به دلیلِ اقداماتی که بانک‌ها در شرایط بحران انجام می‌دهند اعتماد مردم از بین رفته و برای بازگشت اعتماد آنها نیاز به زمان است، چراکه مردم مطمئن نیستند در شرایط بحران همه‌چیز به‌نفع بانک مصادره انجام نشود. در نتیجه نظام بانکی برای جذب ارزهای در اختیار مردم راهکارهایی را در نظر گرفت، تا از این طریق ارزهایی که مردم در خانه‌های خود نگه می‌دارند، به سوی نظام بانکی سوق داده شود.

### مزایای سپرده ارزی
سپرده ارزی این امکان را فراهم می‌کند تا مشتری ضمن بهره‌مندی از یک صندوق مطمئن برای نگهداری ارزِ خود، با سود مناسب ارزی، ارزش دارایی خود را نیز حفظ کند. صاحبان ارز می‌توانند با سپرده‌گذاری ارزی در بانک‌ها ضمن دریافت سود، ارز خود را نیز به‌صورت ارزی در هنگام سررسید تحویل بگیرند.

## تاریخچه
طی سال‌های گذشته بانک‌ها نسبت به دریافت سپرده‌های ارزی اقدام می‌کردند، اما در برخی موارد عملکردی داشتند که مشتریان را به مرور از سپرده‌گذاری ارزی دلسرد کرد؛ چرا که در زمان تحویل سپرده‌های ارزی بانک‌ها به هر دلیلی از پرداخت ارز خودداری کرده و معادل ریالی آن را تحویل می‌دادند. از جمله در سال ۱۳۹۱ هجری‌شمسی بانک‌ها ابتدا اقدام به سپرده‌گیری ارزی کردند، اما سپس اصل و سود سپرده را به شکل ریالی و با در نظر گرفتن نرخ مبادله ای به دارندگان بازگرداندند، بدین‌ترتیب افراد وجوه خود را در قالب ریالی دریافت می‌کردند؛ بنابراین سپرده‌گذاران به میزان بسیار زیادی متضرر می‌شدند و همین امر سبب شده بود اطمینانشان از شبکه بانکی سلب شود و اعتماد آنها متزلزل شود.
مقامات مطلعی در بانک مرکزی در پایگاه خبری تحلیلی فرارو، عدم پرداخت اصل یا سود سپرده‌های ارزی توسط بانکها را بدونِ هیچ ربطی به بانک مرکزی یا کمبود ارز دانسته‌اند و سوء مدیریت بانکها در حوزه منابع و مصارف ارزی را عاملِ چنین مشکلی معرفی نمودند. تضمین بانک مرکزی در خصوص بازپرداخت رقم سپرده‌ها به‌صورت ارزی، نگرانی‌های قبلی در خصوص چگونگی دسترسی به اصل و سود پول را تضمین کرده‌است.

## مقررات و شرایط سپرده‌گیری ارزی
بانک مرکزی در سوم شهریور ۱۳۹۷ طی بخشنامه‌ای، مقررات و شرایط سپرده‌گیری ارزی را به شبکه بانکی ابلاغ کرد. بانک مرکزی در بخشنامه‌ای بانک‌های عامل را ملزم کرد تا براساس مقررات، در زمان برداشت یا بستن حساب مشتریان، اسکناس را به‌صورت ارز پرداخت کنند؛ ضمن آنکه سود سپرده ارزی نقدی نیز باید به‌صورت نقدی (اسکناس ارز) پرداخت شود. بر این اساس بانک مرکزی روز سوم شهریورماه ۱۳۹۷ بخشنامه سپرده‌گیری ارزی را به بانک‌ها ابلاغ کرد که براساس آن بانک‌ها مجاز شدند سپرده‌گیری ارزی به صورت اسکناس ارزهای یورو، درهم امارات و دلار آمریکا را با نرخ‌های سود به ترتیب ۳، ۲ و ۴ درصد سالیانه با تضمین بانک مرکزی برای متقاضیان افتتاح کنند. بانک مرکزی در این اطلاعیه تأکید کرد که بانک‌ها باید اصل سود ارزی را به‌صورت «اسکناس ارز سپرده‌گذاری شده» پرداخت کنند، در نتیجه با این اطلاعیهٔ بانک مرکزی نگرانی از بازپرداخت سپرده ارزی به شکل ریالی برطرف شد و با افتتاح این سپرده که روشی مطمئن برای مصون ماندن از نوسانات بازار ارز نیز محسوب می‌شود، سپرده گذاران می‌توانند هر زمان که بخواهند اصل و سود سپرده خود را به صورت همان اسکناسی که ابتدا تحویل داده‌اند، دریافت کنند.
بانک مرکزی به بانک‌ها تأکید کرده‌است تا در مقابل سپرده‌های ارزی حتماً ارز تحویل مشتری بدهند. بانک مرکزی در یک بخشنامه تأکید کرده‌است که، بانک‌ها موظفند سپرده ارزی را به‌صورت اسکناسِ ارز سپرده‌گذاری شده، بازپرداخت کنند. به بیان دیگر، اگر فردی هزار دلار در بانکی سپرده‌گذاری کرد، بانک نیز متعهد می‌شود که در موعد مقرر هزار دلار به اضافه سود آن، به همان ارز پرداخت کند. بانک مرکزی تأکید کرده‌است که بانک‌ها تنها عاملیت افتتاح حساب را دارند و بازگشت ارزی اصل و سود سپرده‌ها را به شکل ارزی تضمین می‌کند، این بدین معنی است که اگر بازکننده حساب تمایل به بستن آن داشت، باید ارز پرداخت شود و نه ریال، تا این موضوع بتواند موجب اطمینان بیشتر مشتریان برای بردن ارزهای خود به سمت شبکه بانکی شود، بازپرداخت اصل و سود وجوه ارزی سپرده گذاری شده به صورت اسکناس ارزی توسط بانک مرکزی تضمین شده‌است و در حقیقت دارندگان ارزهای اشاره شده، پول خود را با عاملیت بانک‌ها در اختیار بانک مرکزی قرار می‌دهند اما اینکه شعب تا چه اندازه در تعیین سازوکار افتتاح سپرده‌های ارزی مختار هستند، مشخص نیست، در سپرده‌های ارزی دست بانک‌ها باز است.
شعب بانکها با بخشنامه جدید ملزم شده‌اند هنگام مراجعه یک فرد برای افتتاح حساب ارزی، ابتدا او را به شکل کامل احراز هویت کنند. سپس برای افتتاح حساب ابتدا از اداره بین‌الملل استعلام کرده و مجوز بازکردن این حساب برای فرد مورد نظر را دریافت کنند.
دوره سپرده‌گذاری ارزی یک ساله است و اگر مشتری تمایل داشته باشد، با موافقت بانک مرکزی دوره یک ساله تمدید خواهد شد و سود ارز ماهانه واریز می‌شود.
همچنین بانک مرکزی تضمین نموده‌است که، اگر ارز به صورت کاغذی سپرده‌گذاری شود، به‌هنگام بازپرداخت، بانک عامل موظف است، در زمان سررسید «همان ارزی که سپرده‌گذاری شده به همراه سود ارزی تعیین شده را به سپرده‌گذار پرداخت کند». اما فقط تعداد محدودی از بانک‌ها (چه دولتی و چه خصوصی) به این بخشنامه عمل می‌کنند؛ یعنی یا میزان سودی که می‌دهند با سودی که بانک مرکزی اعلام کرده مغایرت دارد؛ و یا، برخی از آن‌ها تضمینی برای بازپرداخت سپرده به صورت ارزی ندارند. به‌علاوه طبق قوانین و مقررات، بانک‌ها در پایان دوره سپرده‌گذاری ارزی یک‌ساله ۰٫۳ درصد نسبت به مبلغ سپرده مشتری، کارمزد دریافت می‌کنند.

## معضلات حسابهای سپرده ارزی
برخی بانکها با بیان اینکه در حال حاضر ارز مطالبه شده توسط دارنده حساب را ندارند، از پرداخت وجه مورد نظر صاحب حساب امتناع می‌کنند یا در مواردی هم تنها بخشی از کل مبلغ درخواست شده را آن هم با تأخیر به دارنده حساب می‌پردازند.

### تکلیف بانک‌های عامل
بانکها همانند حسابهای ریالی در مورد حساب‌های ارزی نیز موظفند هر زمان که دارنده سپرده، وجه خود را طلب کند، آن را به متقاضی پرداخت کنند. این قاعده در حسابها و سپرده‌های ریالی و ارزی یکسان است.
اخذ هرگونه تعهد توسط بانک عامل از دارندگان حساب مبنی بر پرداخت ارز در حد مقدورات یا معادل آن به ریال جهت افتتاح حساب ممنوع است.
سود متعلقه به حساب‌های سرمایه‌گذاری ارزی مدت‌دار باید به صورت ارزی محاسبه و پرداخت شود. در نتیجه در قراردادهای تنظیمی بابت سپرده پذیری و رسیدهای تحویلی به مشتریان لازم است، اطلاعاتی از قبیل نوع ارز و نحوه وصول ارز از مشتری (اسکناس) درج و بر تکلیف آن بانک به پرداخت عین ارز (اسکناس) به هنگام برداشت از حساب تصریح شود و بانک‌ها مکلف هستند، هنگام سپرده پذیری ارزی در رسید تحویلی به مشتری مواردی نظیر نوع ارز، نحوه وصول ارز از مشتری، تعهد به بازپرداخت به اسکناس و پرداخت سود به‌صورت اسکناس را قید کنند.
با این وجود مردم چندان رغبتی به افتتاح این حسابها نشان نداده‌اند، چرا که محدودیت‌هایی برای آن وجود دارد. به عنوان مثال برخی بانکها هنگام افتتاح سپرده ارزی تعهدنامه ای از مشتری می‌گیرند که بر اساس یکی از بندهای آن، بانک بازپرداخت مبلغ واریزی توسط مشتری را به همان شکل ارزی تضمین نمی‌کند. در این بند قید شده که هنگام برداشت از حساب، در صورت وجود ارز کافی در سیستم بانکی، پرداخت وجه به صورت ارزی ممکن است، اما در صورت نبود ارز به میزان لازم، معادل ریالی آن با احتساب نرخ ارز مرجع پرداخت خواهد شد.

## میزان سود متعلقه
باید یادآور شد سود ارزی اختصاص یافته به سپرده‌های ارزی، در قیاس با سود ریالی مبلغ «کمتری» است و سود سپرده‌های ارزی به شدت پایین‌تر از سود سپرده‌های ریالی است.
سود این سپرده‌ها کمتر از سود سپرده‌های ریالی است اما این تضمین وجود دارد که چون دلار داده‌شده، در سررسید و برداشت نیز دلار دریافت می‌شود. البته میزان سود پرداختی نیز توسط هر بانک تعیین می‌شود و لذا بانک‌ها نرخ‌های متفاوتی را اعمال می‌کنند. این درحالی است که در سپرده‌های ریالی یک نرخ توسط شورای پول و اعتبار تعیین می‌گردد.
بانک‌ها برای حساب یک، سه، شش و نه‌ماهه نرخ سودهای متفاوتی را در نظر گرفته‌اند. اگر حساب یک ساله باشد به آن سود چهار درصد و برای دو ساله ۴٫۵ درصد پرداخت می‌شود، این سودها نیز به‌طور ارزی در حساب مشتری واریز خواهد شد اما اگر قرار باشد صاحب حساب قبل از سررسید حساب خود را ابطال کرده و مبلغی از آن برداشت کند آنگاه سود زمان قبل از آن به ریال واریز خواهد شد.
بازپرداخت اصل و سود وجوه ارزی سپرده گذاری شده به صورت اسکناس ارزی توسط بانک مرکزی تضمین شده‌است و در حقیقت دارندگان ارزهای اشاره شده، پول خود را با عاملیت بانک‌ها در اختیار بانک مرکزی قرار می‌دهند.
رقابت بانک‌ها برای جذب سپرده‌های ارزی تشدید شده و آن‌ها شروع به پیشنهاد نرخ‌های جذابی برای جذب مشتریان کرده‌اند. بسیاری از بانک‌ها اقدام به تبلیغ این نوع سپرده‌ها کرده‌اند و نرخ سود در برخی از بانک‍ها به ۵٫۵ درصد هم رسیده‌است؛ و برخی از بانک‌ها برای سپرده‌های یکساله دلاری تا ۵٫۵ درصد سود در نظر گرفته‌اند که بیش از رقم تعیین شده توسط بانک مرکزی است. ریسک و مانع این کار، این موضوع است که برخی گمان می‌کنند در قبال ارائه اسکناس خارجی به بانک‌ها، نرخ سود و ارز پرداختی بانک‌ها به میزان مابازای ریالی آن است.

## شرکت داده شدن در قرعه‌کشی‌های بانک‌ها
حساب‌های قرض الحسنه پس‌انداز ارزی درقرعه کشی حسابهای قرض الحسنه بانک‌ها مشارکت داده می‌شوند.

## تضمینات بانک مرکزی ایران
براساس مقررات و بخشنامه‌های صادره از سوی بانک مرکزی تأکید شده‌است، بانک‌های عامل در زمان برداشت یا بستن حساب ازسوی مشتریان ملزم به پرداخت عین اسکناس ارز هستند. به عبارت دیگر در صورتی که سپرده‌گذاری با تحویل اسکناس ارز انجام شده باشد بانک سپرده‌پذیر در صورت درخواست سپرده‌گذار مکلف و متعهد به عودت همان اسکناس ارز بوده و علاوه بر این سود سپرده ارزی نقدی نیز باید به‌صورت نقدی (اسکناس ارز) پرداخت شود. در رسیدهای تحویلی به مشتریان یا قراردادهای تنظیمی بابت سپرده پذیری لازم است، اطلاعاتی از قبیل نوع ارز و نحوه وصول ارز از مشتری (اسکناس) درج و بر تکلیف آن بانک به پرداخت عین ارز (اسکناس) به هنگام برداشت از حساب تصریح شود.
با تضمین بانک مرکزی در ازای سپرده‌گذاری در بانک‌ها، هم اصل سپرده و هم سود آن ارزی پرداخت می‌شود. بانک‌ها در حال حاضر عاملیت بانک مرکزی را برعهده دارند و هیچگونه ریسکی برعهده نظام بانکی نیست و لذا با ضمانت بانک مرکزی میزان پرداخت تعهدات آنها انجام خواهد شد. درواقع دارندگان حساب ارزی، ارز خود را از طریق بانک‌ها عامل، در اختیار بانک مرکزی می‌گذارند و سود و اصل حساب ارزی خود را از این بانک دریافت خواهند کرد؛ و حتی اگر مشتریان قبل از پایان دوره سپرده‌گذاری تمایل به بستن حساب ارزی خود داشته باشند، بانک‌ها باید از محل منابع خود اصل و سود سپرده را به پرداخت اسکناس ارزی به مشتری پرداخت و سپس ارز پرداختی را از اداره بین‌الملل بانک مرکزی دریافت کنند.
بانک مرکزی تأکید دارد که بانک‌ها، باید اصل سود ارزی را به‌صورت اسکناس ارز سپرده‌گذاری شده پرداخت کنند، در نتیجه با این اطلاعیه بانک مرکزی نگرانی از بازپرداخت سپرده ارزی به شکل ریالی وجود ندارد.

## ارزهای قابل قبول به منظور افتتاح حساب ارزی
حساب‌های قرض الحسنه جاری و پس‌انداز ارزی به انواع ارزها و سپرده مدت دار ارزی به ارزهای دلار و یورو قابل افتتاح می‌باشد. البته بانک‌ها مجاز شده‌اند سپرده‌گیری ارزی به صورت اسکناس ارزهای یورو، درهم امارات و دلار آمریکا را با نرخ‌های سود به ترتیب ۳، ۲ و ۴ درصد سالیانه، با تضمین بانک مرکزی برای متقاضیان افتتاح کنند. برخی از بانک‌های دولتی و خصوصی آمادگی افتتاح حساب به درهم امارات را ندارند اما همه آنها نسبت به افتتاح حساب با دلار آمریکا و یورو اقدام می‌کنند.
متقاضیان می‌توانند با ارائه اسکناس ارزی به‌صورت نقدی یا ارائه حواله ارزی به بانک‌ها، نسبت به افتتاح حساب سپرده ارزی موردنظر اقدام کنند. البته امکان افتتاح حساب با منشأ خارجی (حواله) در تمامی بانک‌های عامل دارای حساب ارزی فراهم نیست و افتتاح حساب با ارز حواله‌ای نیز تنها در برخی از بانک‌ها امکان‌پذیر است.

## قابلیت جذب اتباع خارجه
براساس بخشنامه بانک مرکزی اتباع خارجی نیز امکان افتتاح حساب سپرده ارزی در بانک‌های ایران را با مدارک و مستنداتی از جمله گذرنامه معتبر و پروانه اقامت دائم یا موقت دارند، و این سپرده جذابیت بالایی برای آنها می‌دارد.

### شرایط تعلق سود
به سپرده‌های ارزی کمتر از یک ماه سودی تعلق نمی‌گیرد، عدم پرداخت سود به حساب‌های مدت‌داری که کمتر از یک ماه از افتتاح آن‌ها گذشته و بسته‌شده‌است، وجه مشترک تمامی بانک‌هاست. همچنین سود نیز به‌طور ارزی در حساب مشتری واریز خواهد شد، دوره سپرده‌گذاری ارزی یک ساله است و اگر مشتری تمایل داشته باشد، با موافقت بانک مرکزی دوره یک ساله تمدید خواهد ش و سود ارز ماهانه واریز می‌شود، «اما اگر قرار باشد صاحب حساب قبل از سررسید حساب خود را ابطال کرده و مبلغی از آن برداشت کند آنگاه سود زمان قبل از آن به ریال واریز خواهد شد»، همچنین اگر سپرده گذار قبل از پایان دورهٔ سپرده گذاری نسبت به بستن حساب ارزی خود اقدام کند، بانک‌ها «باید از محل منابع خود اصل سپرده را به پرداخت اسکناس ارزی به مشتری پرداخت کنند» و سپس ارز پرداختی را از اداره بین‌الملل بانک مرکزی دریافت کنند.
حداقل مبلغ برای سپرده مدت دار ارزی معادل یک هزار دلار (یا معادل آن به درهم امارات یا ۱۰۰۰ یورو یا پوند انگلیس) است. اگر مانده حساب از این کفِ سپرده کمتر شود، به آن حساب سودی تعلق نمی‌گیرد. اکثر بانک‌ها برای واریز سود نیز، مشتری را وادار می‌کنند تا حساب سپرده پس‌انداز نیز افتتاح کند که باید ۱۰۰ دلار نیز به آن واریز شود؛ بنابراین، برای افتتاح حساب باید حداقل ۱۱۰۰ دلار موجود شود. به این ۱۰۰ دلار هیچ سودی تعلق نمی‌گیرد؛ البته برخی بانک‌ها لزوم افتتاح و وجودِ حساب ۱۰۰ دلاری را اجباری نمی‌کنند. درخصوص سپرده‌گذاری ارزی نقدی بانک نزد بانک مرکزی نیز حداقل مبلغ سپرده‌گذاری یک میلیون دلار یا یک میلیون یورو عنوان شده‌است، نرخ سود سالانه سپرده‌گذاری نیز ۴ درصد برای دلار و ۳ درصد برای یورو عنوان شده‌است.

## الزام به بازپرداخت به صورت اسکناس و تضمین بازپرداخت ارزی
برخی از بانک‌ها سود سپرده ارزی را به صورت ریالی می‌پردازند اما سود سپرده‌های مشتریانی که از محل اسکناس تأمین شده باشند، به صورت اسکناس ارزی پرداخت می‌گردد. چراکه بانک مرکزی تضمین کرده‌است، اگر ارز به صورت کاغذی سپرده‌گذاری شود، هنگام بازپرداخت بانک عامل موظف است در زمان سررسید همان ارزی که سپرده‌گذاری شده به همراه سود ارزی تعیین شده را به سپرده‌گذار پرداخت کند.

## میزان کارمزد
کارمزد معمولاً دو در هزارم سود تعلق گرفته‌است، گاهی نیز بانک‌ها در پایان دوره سپرده گذاری ارزی یک ساله ۰٫۳ درصد نسبت به حجم سپرده دریافتی را کارمزد می‌گیرند؛ طبق قوانین و مقررات، بانک‌ها در پایان دوره سپرده‌گذاری ارزی یک‌ساله ۰٫۳ درصد نسبت به مبلغ سپرده مشتری را باید کارمزد دریافت کنند. در این بین با توجه به اینکه بانک‌های عامل تنها کانال بانک مرکزی برای دریافت سپرده‌های ارزی هستند، کارمزدی حدود ۰٫۳ درصد نسبت به حجم سپرده دریافتی در پایان دوره سپرده‌گذاری ارزی یک ساله که دریافت می‌کنند را نیز ظاهراً از سوی بانک مرکزی باید پرداخت شده و از سپرده‌گذار کسر نخواهد شد. بااین‌حال بانک‌ها در پایان دوره سپرده‌گذاری ارزی یک‌ساله ۰٫۳ درصد نسبت به حجم سپرده دریافتی کارمزد می‌گیرند. قبل از این که فردی بخواهد سپرده ارزی افتتاح کند، لازم است شرایط بانک‌های مختلف را با دقت بررسی کرده و سپس تصمیم بگیرد.

### دلایل عدم اعتماد به بانک‌ها
اگر به علل گوناگونی که در یک‌کلام می‌توان از آن بعنوانِ سوء مدیریت نام برد، بانکها از نگهداری ذخیره احتیاطی ارز غفلت کنند؛ بنا براین در برابر درخواست اصل یا سود سپرده‌ای ارزی یا ارزهای حواله شده دچار کمبود می‌شوند.
یکی از دلایل استقبال نشدن از حساب سپرده ارزی، خاطرهٔ تلخ بسیاری از سپرده‌گذاران در سال‌های ۹۰ و ۹۱ هجری‌شمسی است، که سپرده گذاران به نزد بانک‌ها به هنگام درخواست برای گرفتن سپرده ارزی‌شان با جواب منفی بانک‌ها روبرو شدند و معادل ریالی مبالغ‌شان، آن‌هم به قیمت‌های دولتی، دریافت کردند. همین معضل باعث شد که بانک مرکزی خود وارد عمل شده و وظیفهٔ تضمین بازپرداخت حساب‌های ارزی، به‌صورت ارز را، خود بر عهده بگیرد.

اینکه شعب تا چه اندازه در تعیین سازوکار افتتاح سپرده‌های ارزی مختار هستند، مشخص نیست. در نتیجه بسیاری از مردم ترجیح می‌دهند ارز خود را در بازار آزاد به جریان بیندازند تا آن را در سپرده‌های ارزی بانک‌ها محبوس کنند. نخستین و عمده‌ترین دلیل عدم استقبال مردم به بی‌اعتمادی آن‌ها به بانک‌ها بازمی‌گردد، چراکه در گذشته بانک‌ها، اقدام به سپرده‌گیری ارزی از مردم کرده‌بوده‌اند، اما در هنگام تحویل این سپرده‌ها به مردم، آن‌ها را ریالی، تحویل داده بودند. دربارهٔ سپرده‌های ارزی در سال‌های ۱۳۹۰ و ۱۳۹۱، سپرده‌های مردم ارزی دریافت و بعد ریالی یا نرخ‌های مبادله ای تصفیه شد. عبدالناصر همتی رئیس کل بانک مرکزی در برنامه گفتگوی ویژه خبری مورخه ۱۵ مرداد ۱۳۹۷ به این واقعه اشاره کرده و در این رابطه اظهار داشت: 
برخی از بانک‌ها در گذشته در مورد سپرده‌های ارزی به مردم جفا کردند.
 البته گفته شده این امر دیگر حتماً اتفاق نخواهد افتاد و بانک مرکزی تضمین‌های لازم را در این حالت ارائه کرده‌است و برای آن که این واقعه‌ای اینچنینی دیگر بار رخ ندهند، همتی رئیس کل بانک مرکزی جمهوری اسلامی ایران در برنامه گفتگوی ویژه خبری صدا و سیمای جمهوری اسلامی ایران، به مردم اطمینان داد که زین پس بانک مرکزی سپرده‌های آن‌ها را تضمین خواهد کرد و آن‌ها می‌توانند از سپرده‌های ارزی خود سود نیز بگیرند و بعلاوه ارزش روز دارایی خود را حفظ کنند.
براساس پایگاه متعلق به وب سایت خبری تجارت‌نیوز، بانکی‌ها می‌گویند مردم تمایلی ندارند دلارهایشان را به بانک‌ها بیاورند چراکه از هنگامی‌که سازمان امور مالیاتی اعلام کرد که بانک مرکزی اسامی خریداران سکه را به سازمان امور مالیاتی ارسال کرده، بسیاری از صاحبان سپرده‌های ارزی نیز برای پس گرفتن پول و بستن حساب‌هایشان به بانک‌ها مراجعه کرده‌اند.

### معضل نرخ گزاری سرخود بانک‌ها
اگر کسی قصد دارد حساب ارزی خود را ببندد یا برداشت کند، بانک‌ها حق ندارند معادل ریالی آن را انجام دهند، چرا که با توجه بدین که معادل ریالی چندین نوع نرخ متفاوت دارد، بانک‌ها به‌نفع خودش این کار را انجام می‌دهد و با نرخی که پایین‌ترین حد را دارد، با مشتری تسویه می‌کند؛ بنابراین از بانک‌ها خواسته شده این امر را به‌صورت ارزی انجام دهند.